# Norra Smedsjön
Norra Smedsjön är en sjö i Osby kommun i Skåne och ingår i Skräbeåns huvudavrinningsområde. Sjön är 2,4 meter djup, har en yta på 0,153 kvadratkilometer och befinner sig 134,3 meter över havet. Vid provfiske har abborre, gädda, mört och sutare fångats i sjön.

## Delavrinningsområde
Norra Smedsjön ingår i det delavrinningsområde (625229-141217) som SMHI kallar för Vid Q i Län punkt. Medelhöjden är 150 meter över havet och ytan är 32,99 kvadratkilometer. Det finns inga avrinningsområden uppströms utan avrinningsområdet är högsta punkten. Vattendraget som avvattnar avrinningsområdet har biflödesordning 2, vilket innebär att vattnet flödar genom totalt 2 vattendrag innan det når havet efter 63 kilometer. Avrinningsområdet består mestadels av skog (62 %), öppen mark (12 %), jordbruk (10 %) och sankmarker (11 %). Avrinningsområdet har 0,61 kvadratkilometer vattenytor vilket ger det en sjöprocent på 1,9 %.